# ایشکیلدینو
ایشکیلدینو (به لاتین: Ishkildino) یک منطقهٔ مسکونی در روسیه است که در باشقیرستان واقع شده‌است.